# Ingheni Marsilius
Ingheni Marsilius (latinul: Marsilius Ingenuus, németül: Marsilius von Inghen, franciául: Marsilius de Inghen), (Nijmegen közelében, 1340 körül – Heidelberg, 1396. augusztus 20.) középkori német származású, de élete egy részében Franciaországban működő filozófus és teológus.
A Párizsi Egyetemen folytatott tanulmányokat, mestere Jean Buridan volt. 1367-ben és 1371-ben a Párizsi Egyetem rektorának választották, majd a Heidelbergi Egyetem oktatója és első rektora lett. Több művet készített Arisztotelész logikájának vizsgálatával kapcsolatban, De generatione et corruptione címmel quaestiokat készített, és írt egy Abbrevationes libri physicorum című művet is. Ezen kívül fennmaradt tőle egy Szentencia-kommentár.
Műveiben megkülönbözteti a matematikai bizonyítást a metafizikai bizonyítástól. Véleménye szerint az előbbi nem, az utóbbi viszont alkalmas Isten létének a bizonyítására – például Duns Scotus megközelítésével. Metafizikailag bizonyítható az is, hogy Isten egyetlen, és ő minden dolog fenntartó és létrehozó oka. Az ex nihilo teremtés ugyanakkor még így sem bizonyítható. Azt már csak a hit teszi lehetővé, hogy egy olyan hatalmas és szabad Isten létezését állítsa az ember, aki képes közvetlenül létrehozni a létezők sokaságát (beleértve magát az anyagot) bármiféle közvetítő okok beiktatásával.